# Liesertal
Liesertal är en dal i Österrike.   Den ligger i förbundslandet Kärnten, i den centrala delen av landet, 260 km sydväst om huvudstaden Wien.
I omgivningarna runt Liesertal växer i huvudsak blandskog. Runt Liesertal är det ganska glesbefolkat, med 29 invånare per kvadratkilometer.